# Єленка (притока Бабра)
Єленка — річка в Білорусі у Толочинському й Крупському районах Вітебської й Мінської областей. Ліва притока річки Бобра (басейн Дніпра).

## Опис
Довжина річки 38 км, похил річки 0,9 %, площа басейну водозбору 170 км², середньорічний стік 1,1 м³/с. Формується притоками та безіменними струмками.[джерело?]

## Розташування
Бере початок з озера Тосмачівського. Тече переважно на північний захід і на південній стороні від села Нове Життя впадає в річку Бобер, ліву притоку річки Березини.